# Gangkou, Anhui
Gangkou är en köping i östra Kina. Den ligger i Ningguo i staden Xuancheng i provinsen Anhui, omkring 200 kilometer sydost om provinshuvudstaden Hefei. Antalet invånare är 26 188. Befolkningen består av 12 741 kvinnor och 13 447 män. Barn under 15 år utgör 11,0 %, vuxna 15-64 år 74 %, och äldre över 65 år 13,0 %.